# Yuryaku
Imperador Yūryaku (雄略天皇, Yūryaku-tennō) (417/18 – 479) foi o 21º Imperador do Japão, de acordo com a ordem tradicional de sucessão. Segundo o Kojiki, este imperador teria reinado a partir do 13º dia do 11º mês de 456 (Heishin) até sua morte no 7º dia do 8º mês de 479 (Kibi). Ele é o primeiro imperador japonês arqueologicamente verificável.

## Vida
Antes da sua ascensão ao trono, seu nome era Oho Hatsuneno no Mikoto  Não há datas concretas que podem ser atribuídas a vida deste imperador ou reinado, mas é convencionalmente considerado que reinou de 456 a 479.
De acordo com o Kojiki e o Nihon Shoki, Yūryaku foi o quinto e último filho do Imperador Ingyo. Depois que seu irmão mais velho, o Imperador Anko foi assassinado, ganhou a disputa entre seus outros irmãos e se tornou o novo imperador.
 Yūryaku governou por 23 anos e morreu com 62 anos de idade. O lugar de seu túmulo imperial (misasagi) é desconhecido. O Imperador Yūryaku é tradicionalmente venerado num memorial no santuário xintoísta em Osaka que oficialmente chamado de Tajii no Takawashi-hara no misasagi pela Agência da Casa Imperial.
Trabalhos poéticos mais antigos do Man'yōshū são atribuídos a este imperador.
É atribuído ao Imperador Yūryaku o encorajamento à produção de casulos do bicho-da-seda e à fabricação de seda com a importação de espécimes trazidos do Reino de Silla na Peninsula Coreana.